# Distrito de Lampa (Páucar del Sara Sara)
El distrito de Lampa es uno de los diez distritos que conforman la Provincia de Páucar del Sara Sara, ubicada en el departamento de Ayacucho, en el Perú.

## Historia
El distrito de Lampa está ubicado en el departamento de Ayacucho. La creación del distrito de Lampa data de la época de la independencia como integrante de la provincia de Parinacochas. El decreto del 21 de junio de 1821, expedido por Simón Bolívar, reconoce la existencia de siete departamentos con sus 55 provincias, incluyendo Parinacochas en el departamento de Huamanga (hoy, Ayacucho). En cuanto al distrito de Lampa, en 1834 según la "Guía de forasteros", se consigna la existencia de 8 departamentos con sus respectivas provincias y distritos en la que aparece Lampa como integrante de la provincia de Parinacochas.
La ley del 2 de enero de 1857 , expedida por don Ramon Castilla, establece la conformación de 708 municipios distritales en la República, con sus respectivos miembros en la que aparece Lampa como distrito de Parinacochas con sus 5 miembros municipales.
El 5 de enero de 1857 mediante ley número 24046 se crea la provincia de Páucar del Sara Sara, pasando a formar parte de esta nueva provincia, que tiene los siguientes distritos: Pausa (capital), Colta,  Corculla, Lampa, Marcabamba, Oyolo y Pararca.

## División administrativa

### Anexos
- San Sebastián de Sacraca
- Colcabamba (Lampa)
- Nahuapampa
- Nahua Alta
- Chaicha
- Chacaray
- San Antonio (Lampa)

### Caseríos
- San Juan
- Patarumi
- Huaillascha
- Cachcani
- Congonza
- Pumaranra

## Festividades
- Feria en honor al señor crusificado de lampa. Declarado patrimonio cultural de la nación se celebra en lampa; la feria en honor al señor de Lampa, es movible entre mayo y junio.
- Se celebra la fiesta en honor a San Juan Bautista cada 24 de Junio en el distrito de Lampa.

## Autoridades

### Municipales
- 2019 - 2022[1]
  - Alcalde: Richard Italo Falcón Pérez, de Musuq Ñan.
  - Regidores:

  1. Anderson Lino Jiménez Rubio (Musuq Ñan)
  2. Mateo Sivirichi Salas (Musuq Ñan)
  3. María Elena Gutiérrez Franco (Musuq Ñan)
  4. Paul Nicolás De la Cruz Romero (Musuq Ñan)
  5. Julio Lizarbe Díaz (Tecnología de Punta para Ayacucho)

Alcaldes anteriores
- 2007 - 2010: Francisco Eleuterio Gutiérrez Díaz